# Мантињана (Перуђа)
Мантињана је насеље у Италији у округу Перуђа, региону Умбрија.
Према процени из 2011. у насељу је живело 2053 становника. Насеље се налази на надморској висини од 261 м.